# Балантидіаз
Балантидіа́з (лат. balantidiasis, також іноді застаріле дизентерія інфузорна) — протозойна кишкова зоонозна хвороба, зумовлювана паразитичною інфузорією з ряду спіральновійчастих — балантидієм. Характеризується виразковим ураженням товстої кишки і симптомами загальної інтоксикації, має схильність до затяжного та хронічного перебігу. Балантидіаз повинен розглядатися лікарем у диференційній діагностиці щодо випадків постійної діареї у подорожуючих до Південно-Східної Азії, островів Західного Тихого океану, сільської Південної Америки чи спільнот, де існує тісний контакт із домашніми свинями.

## Історичні відомості
П. Мальмстен вперше виявив організм у двох людей з дизентерією в Швеції в 1857 році. Мальмстен визначив його як Paramecium coli. Р. Лейкарт описав морфологічно схожий вид з кишки свині у 1861 році. Незабаром після цього Ф. Штейн порівняв два організми, визнав їх тотожними і помістив до роду Balantidium (лат. balanto — мішок), назвавши [[вид B. coli.
Також існує думка, що перше дослідження балантидія у людини було проведено Кассагранді та Барнагалло в 1896 році. Однак їхні дослідження не показали, чи насправді Balantidium coli є паразитом.

## Етіологія
Збудник хвороби Balantidium coli належить до родини Balantididae, класу Ciliata, типу Protozoa. Збудник є найбільшим з патогенних найпростіших у людей і приматів, досягає 200 мкм, тому вважається, що він не здатний пройти через дрібні кровоносні судини товстої кишки, через що не виникають як при амебіазі ектракишкові форми ураження. Також це єдиний патоген серед війчастих найпростіших. Життєвий цикл паразита включає дві стадії — вегетативну і цистну. Вегетативна форма В. coli овальна, завдовжки від 30 до 150 мкм, завширшки від 25 до 120 мкм. Циста може бути сферичною або злегка яйцеподібною, діаметром від 40 до 60 мкм. Вегетативна форма вкрита пеликулою і розташованими у вигляді спіральних рядів війками, коливання яких забезпечують обертально-поступальний рух збудника. На передньому звуженому кінці розташований ротовий отвір — перистом. Цитопіг (анальний отвір) розташований на закругленому задньому кінці. У цитоплазмі розташовані макронуклеус у формі ковбаси та округлий мікронуклеус. Вегетативні форми В. coli чутливі до несприятливих умов довкілля, розмножуються шляхом подвійного ділення, проте у визначені періоди можливий статевий процес по типу кон'югації. Цисти В. coli округлої форми, можуть зберігати життєздатність у довкіллі впродовж 3–4 тижнів. Відомо про те, як в цілому йде статеве розмноження у балантідіїв, проте бракує інформації про конкретні деталі ядерних подій. Дві послідовні ділення (мейоз) виникають перед утворенням кон'югантів, або рівними, або нерівними поділами. Два кон'юганта приєднуються до ротового апарату і обмінюються мікроядерними продуктами мейозу.
Морфологічно подібні Balantidium coli мікроорганізми були виявлені у багатьох ссавців, включаючи пацюків, шимпанзе, орангутангів та зрідка у собак та котів. Усього було описано близько 50 видів морфологічно схожих балантидіїв.

## Епідеміологічні особливості
Балантидіаз — кишковий зооноз. Резервуаром збудників є свині, у яких балантидіаз перебігає безсимптомно. Виявлено зараженість пацюків, собак, але їхня роль в епідеміології балантидіазу не встановлено. У вкрай рідкісних випадках при особливо несприятливих умовах інвазована людина може ставати додатковим резервуаром збудників. В. coli може стати умовно-патогенним паразитом у імунодепресивних хазяїв, які живуть у міських умовах, де свині не є фактором зараження.
Механізм зараження — фекально-оральний, зараження відбувається побутово-контактним шляхом, через воду, забруднену фекаліями свиней. Додатковими чинниками передачі збудників можуть служити ґрунт, овочі, синантропні мухи.
Захворювання реєструється переважно серед сільських жителів, що займаються свинарством, при цьому показники зараженості складають 4–5 % населення. Захворювання зустрічається, як правило, у вигляді спорадичних випадків.

## Патогенез
Проковтнуті цисти В. coli досягають висхідних відділів товстої кишки і, перетворюючись на вегетативні форми, розмножуються, переважно в сліпій кишці. Паразитування інфузорій у просвіті кишки може супроводжуватися слабко вираженими загальнотоксичними розладами або взагалі не давати жодний клінічних проявів. Завдяки спроможності синтезувати гіалуронідазу, балантидії мають здатність проникати в слизову оболонку товстої кишки. Відзначається посилення проліферації епітелію кишкових крипт, його некроз з утворенням ерозій, на місці яких надалі можуть формуватися глибокі виразки. Виразкові дефекти розташовані, як правило, у місцях перегинів кишкової стінки переважно в сліпій, сигмоподібній і прямій кишках. Виразки різняться за розміром і часом утворення, краї їх нерівні, підриті, дно вкрите желеподібними некротичними масами, часто кров'янисто-чорного відтінку. Навколишні ділянки слизової оболонки почервонілі, набряклі. Описані специфічні пошкодження апендиксу, тонкої кишки, міокарда, печінки, можлива перфорація виразок з розвитком перитоніту. Розвиток запальної реакції і гнійно-некротичних змін у товстій кишці обумовлюють утворення токсичних речовин, які спричинюють інтоксикаційний синдром у клінічному перебігу хвороби.

## Клінічні ознаки
Інкубаційний період триває від 5 до 30 діб. Балантидіаз може мати субклінічний, гострий, хронічний безперервний та рецидивуючий перебіг. В осередках інвазії можливе носійство В. coli.

### Гостра форма
Перебігає зазвичай з вираженими явищами загальної інтоксикації і симптомами коліту, в залежності від ступеня тяжкості яких розрізняють легку, середньої тяжкості і тяжку форми хвороби. Захворювання починається, як правило, гостро, із підвищення температури тіла до високих цифр. Гарячкова реакція часто має неправильний характер. З'являються головний біль, нудота, знижується апетит, прогресує загальна слабкість. Постійною ознакою балантидіазу є сильний біль у животі і діарея, можливі тенезми. Відзначається сухість язика, спазм та болючість товстої кишки при пальпації, збільшення печінки (гепатомегалія). Випорожнення рясні, рідкі, часто з домішками слизу, крові та гною, характерним гнильним запахом. Частота дефекацій може коливатися від 3–5 при легкій до 15–20 разів у добу при тяжкій формі захворювання. У міру прогресування балантидіазу хворі швидко худнуть, помітно знижується їхня працездатність. Тривалість гострої форми — близько 2 міс. За відсутності своєчасної терапії захворювання переходить у хронічну форму.

### Хронічна рецидивуюча форма
Перебігає 5–10, а іноді й більше років з чергуванням періодів загострення (до 1–4 тижнів) і періодів ремісії (3–6 місяців). Ознаки загальної інтоксикації менш виражені, ніж при гострій формі, кишкові дисфункції часто переважають над загальнотоксичними.

### Хронічна прогресуюча форма
Характеризується монотонним перебігом з помірно вираженими інтоксикаційними і кишковими проявами протягом ряду років. За відсутності етіотропного лікування може призводити до кахексії.

## Ускладнення
При втягненні в патологічний процес апендиксу розвиваються клінічні прояви гострого апендициту. У ряді випадків спостерігаються ускладнення: кишкова кровотеча, перфорація виразок товстої кишки з розвитком гнійного перитоніту. Кишкові ускладнення можуть призвести до смерті.

## Діагностика
Захворювання розпізнається при ректороманоскопії, яке виявляє катарально-геморагічне або виразкове ураження слизової оболонки товстої кишки. При дослідженні крові у маніфестних випадках виявляється помірна гіпохромна анемія, нейтрофільний лейкоцитоз, помірна еозинофілія, зниження рівня загального білку та альбумінів, помірне збільшення ШОЕ. Можливі порушення функціональних печінкових проб.
Діагноз балантидіазу ґрунтується на:
- даних епідеміологічного і професійного анамнезу, що вказують на перебування в ендемічному районі або контакт із свинями;
- клінічних проявів хвороби,
- результатах ректороманоскопічного дослідження.

Верифікується діагноз паразитологічним методом — виявленням вегетативних форм В. coli у фекаліях або біоптатах країв виразок, у мазках виразкового вмісту.

## Лікування
Головним чинником є етіотропна терапія. Тетрациклін призначають по 0,4 г 4 рази на добу протягом 7–10 діб, метронідазол по 0,5 г тричі на добу 5–7 днів. Добрий ефект отриманий при використанні ампіциліну, хініофону (ятрену) по 0,5 3 рази на добу 8–10 днів. Поряд із етіотропною терапією, слід застосувати дезінтоксикаційні засоби і препарати, які підвищують загальну реактивність організму. Розвиток ознак гострого апендициту або кишкових ускладнень балантидіазу є показанням до екстреного хірургічного втручання.

## Профілактика
Профілактика полягає в дотриманні санітарно-гігієнічних норм при догляді за свинями, знезаражуванні їхніх фекалій, а також у своєчасному виявленні
й адекватному лікуванні хворих. Хіміопрофілактика не проводиться, специфічна профілактика не розроблена.